# Sophia Heath
Pour l’article homonyme, voir Heath.
 (mai 2020).
Le contenu est difficilement compréhensible vu les erreurs de traduction, qui sont peut-être dues à l'utilisation d'un logiciel de traduction automatique.
Mary, Lady Heath (10 novembre 1896 - 9 mai 1939) est une aviatrice irlandaise, née Sophie Catherine Theresa Mary Peirce-Evans à Knockaderry (en), comté de Limerick, près de la ville de Newcastle West. Elle est une des femmes les plus connues au monde, sur une période de cinq ans vers le milieu des années 1920, à l'époque des exploits de Charles Lindbergh et Amelia Earhart.
Elle est aussi une fondatrice du pendant féminin de l'Association d'athlétisme amateur d'Angleterre.
En mai 1939, Lady Mary Heath a été victime d'une chute d'un tramway à Londres. Elle a été emmenée à l'hôpital St Leonard de Shoreditch, à Londres, où elle est décédée de blessures à la tête sans avoir repris connaissance. Elle n'avait que 42 ans et était classée sans domicile fixe. Un rapport de pathologie indiquait qu'il n'y avait pas d'alcool dans son système et que sa chute, et son état d'esprit confus juste avant son effondrement, étaient probablement causés par un vieux caillot sanguin qui se trouvait dans son cerveau.
Mary avait survécu à Amelia Earhart, qui avait disparu et avait été déclarée morte lors d'un vol sur le Pacifique en 1937. Amy Johnson, une autre aviatrice notable de sa journée[pas clair], qui en 1930, était devenue la première femme à voyager en solo d'Angleterre en Australie. Elle mourut aussi, moins de deux ans après la mort de Mary, lorsque son avion s'écrasa dans l'estuaire de la Tamise, près de Herne Bay, dans le Kent. Ces deux femmes remarquables et courageuses sont justement rappelées et célébrées aujourd'hui, mais les accomplissements de Mary Heath sont venus avant les leurs et pourtant elle reste complètement oubliée. Il y a probablement plusieurs raisons à cela, Amelia et Amy sont mortes en faisant quelque chose pour lequel le public les a reconnues, à savoir voler, alors que le nom de Mary avait disparu depuis longtemps de la conscience publique. Mais le sexisme et le racisme ont aussi joué un rôle irrésistible dans la chute de Mary, auxquels s'ajoutent ses échecs très humains, ce qui signifie que la femme qui a tant bouleversé l'endroit où elle est tombée a finalement succombé à une chute tragique et prématurée. la mort - Lady Icarus était effectivement revenue à la terre après ses journées courtes mais glorieuses au soleil.
À l'âge d'or du vol des pionniers, beaucoup de femmes dont nous nous souvenons aujourd'hui ont perdu la vie ; ils acceptaient les risques et le prix qu'ils devaient payer pour leur obsession. La plupart d'entre eux n'ont jamais eu de famille, n'ont jamais eu d'enfants et sont morts à un âge tragiquement jeune ; cela leur coûtait tout et les risques et les privations semblaient être acceptés et compris par tous.